# Ампюре
Ампюре́ (фр. Empuré) — коммуна во Франции, находится в регионе Пуату — Шаранта. Департамент — Шаранта. Входит в состав кантона Вильфаньян. Округ коммуны — Конфолан.
Код INSEE коммуны — 16127.
Коммуна расположена приблизительно в 360 км к юго-западу от Парижа, в 70 км южнее Пуатье, в 45 км к северу от Ангулема.

## Население
Население коммуны на 2008 год составляло 120 человек.
| 1962 | 1968 | 1975 | 1982 | 1990 | 1999 | 2008 |
| ---- | ---- | ---- | ---- | ---- | ---- | ---- |
| 155  | 151  | 112  | 112  | 113  | 108  | 120  |

## Экономика
В 2007 году среди 76 человек в трудоспособном возрасте (15—64 лет) 42 были экономически активными, 34 — неактивными (показатель активности — 55,3 %, в 1999 году было 60,3 %). Из 42 активных работали 41 человек (22 мужчины и 19 женщин), безработной была 1 женщина. Среди 34 неактивных 2 человека были учениками или студентами, 15 — пенсионерами, 17 были неактивными по другим причинам.

## Достопримечательности
- Церковь Сен-Мексан (XII век). Исторический памятник с 1914 года[3]

## Фотогалерея
- Церковь Сен-Мексан
- Мэрия
- Карта коммуны